# Lepidozona reevei
Lepidozona reevei is een keverslakkensoort uit de familie van de Ischnochitonidae. De wetenschappelijke naam van de soort is voor het eerst geldig gepubliceerd in 1987 door Kaas & Van Belle.